# Aleksandrovkoor
Het Aleksandrovkoor (voluit: A.V. Aleksandrov Academisch Lied- en Dansensemble van het Russische Leger, Russisch: Академический ансамбль песни и пляски Российской Армии имени А. В. Александрова) is het officiële muziek- en dansensemble van de Russische strijdkrachten. Het ensemble bestaat uit bijna 300 leden: een mannenkoor, een zowel uit folkloristische als Westers-klassieke instrumenten bestaand orkest en een dansgroep. Het repertoire omvat volksliederen, hymnes, patriottische en militaire liederen.
Het Aleksandrovkoor werd opgericht in 1928 door Aleksandr Aleksandrov, die onder meer bekend is geworden als componist van het volkslied van de Sovjet-Unie. Aleksandrov bleef dirigent en artistiek leider van het ensemble tot aan zijn dood in 1946, waarop het koor werd overgenomen door zijn zoon Boris Aleksandrov, die deze functie is blijven vervullen tot 1987. Aanvankelijk bestond het ensemble uit 12 leden: 8 zangers, 2 dansers en 2 instrumentalisten (accordeon en balalaika). Halverwege de jaren 1930 volgde er een aanzienlijke uitbreiding. In 1937 trad het ensemble voor het eerst in het buitenland op en behaalde grote successen tijdens de wereldtentoonstelling. Vooral na de Tweede Wereldoorlog verwierf het ensemble wereldfaam. Inmiddels heeft het meer dan tweeduizend concerten gegeven in meer dan zeventig landen en vele prijzen en onderscheidingen ontvangen.
Op 25 december 2016 kwamen 64 leden van het ensemble om het leven toen een Tupolev Tu-154, die onderweg was naar een optreden voor de Russische troepen in Syrië, neerstortte in de Zwarte Zee.

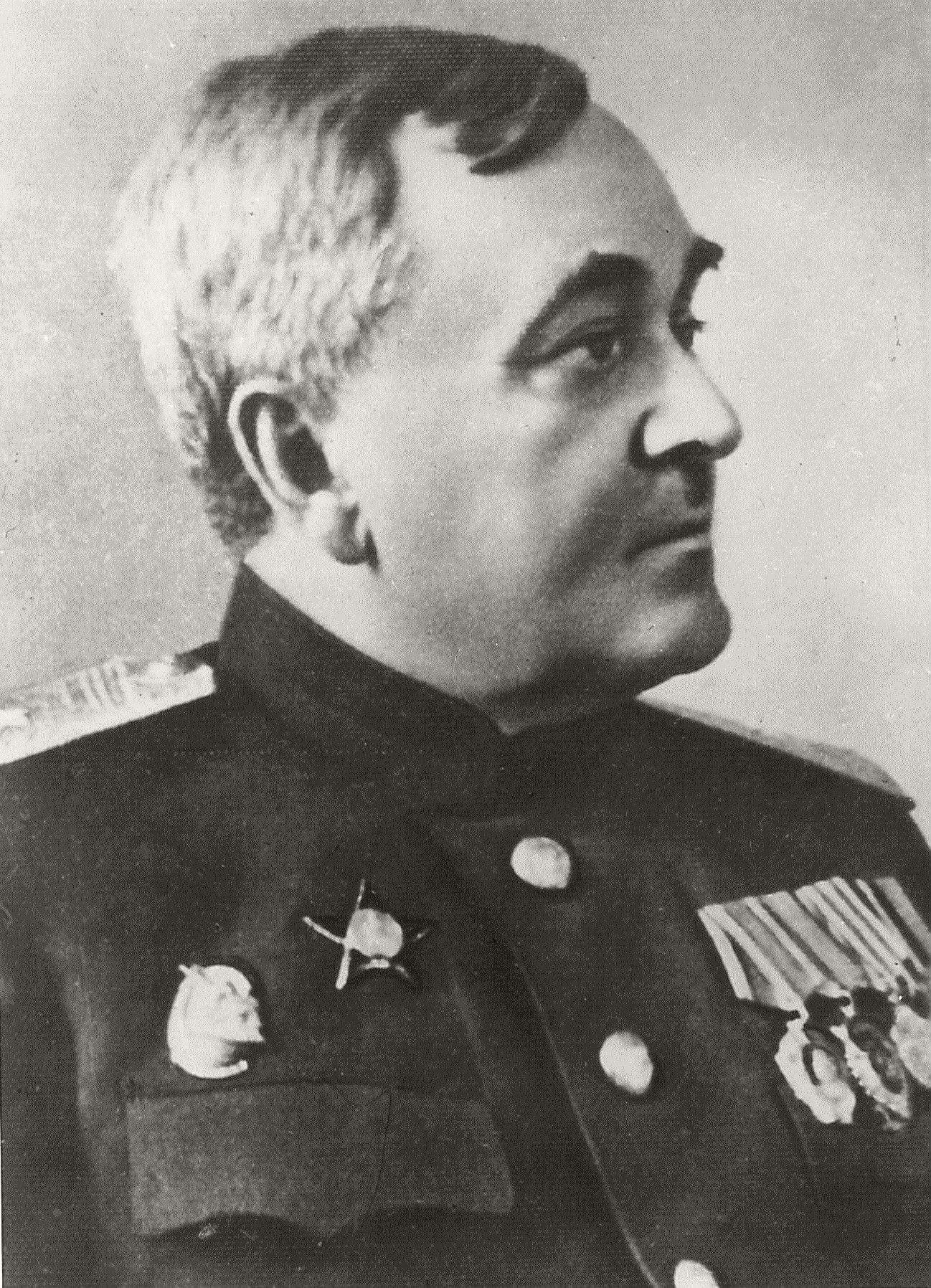
Aleksandr Aleksandrov
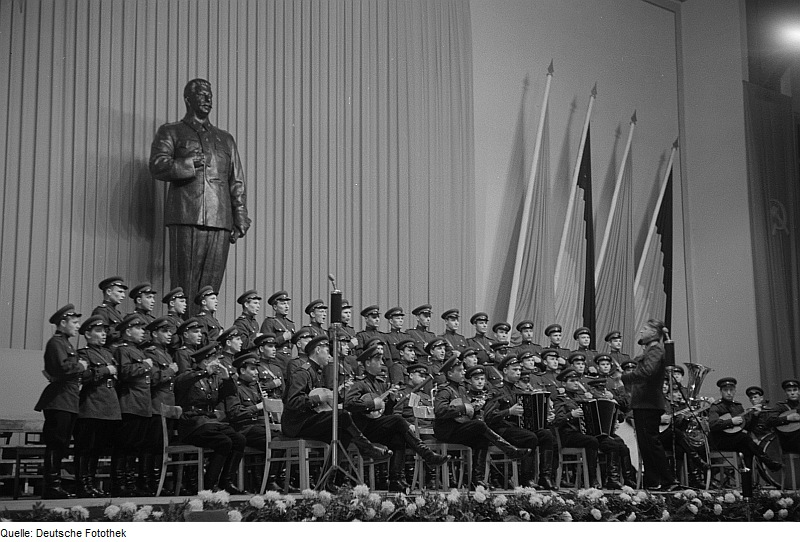
Optreden in Leipzig (1952)
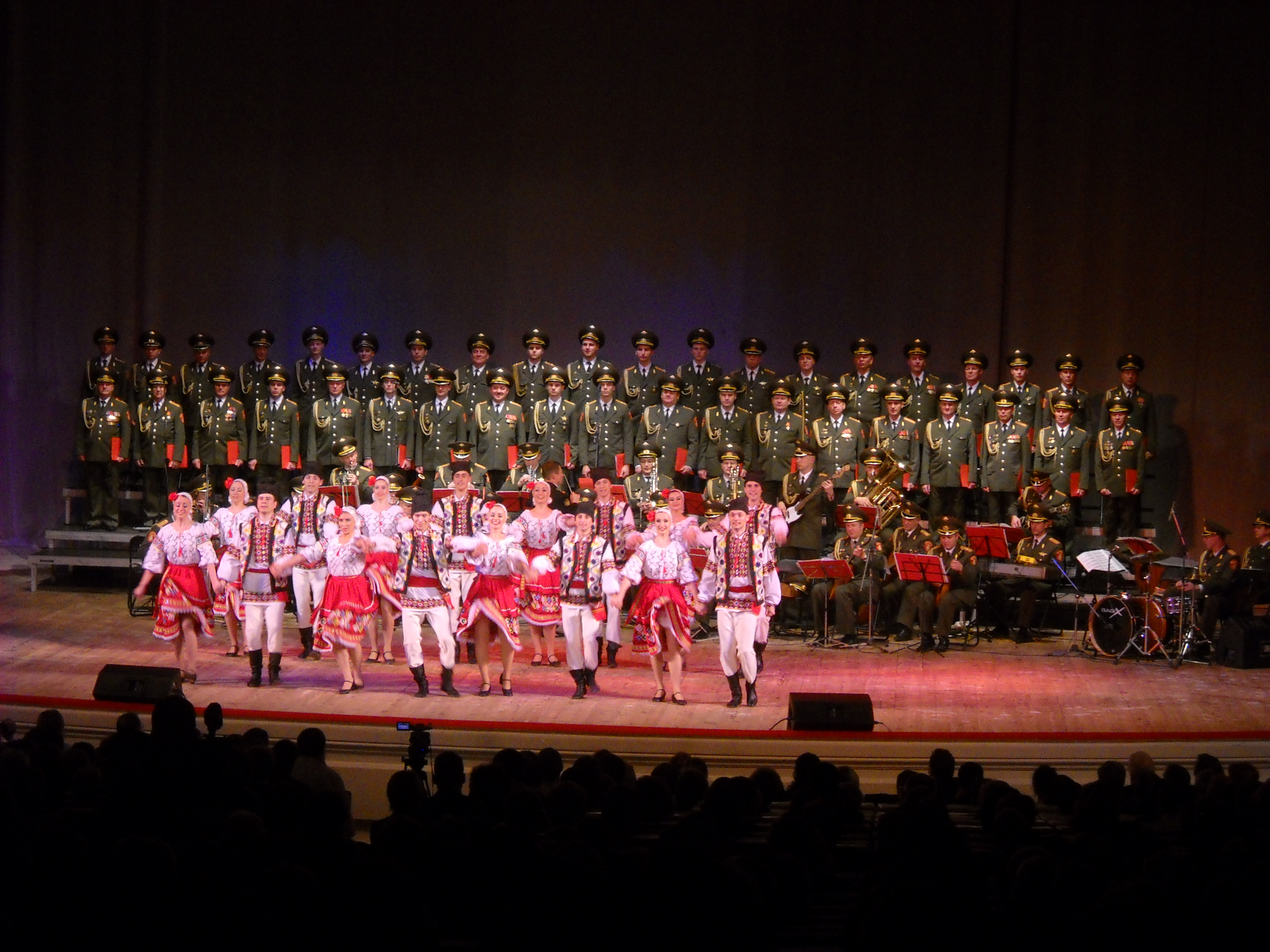
Het Aleksandrovkoor in 2009
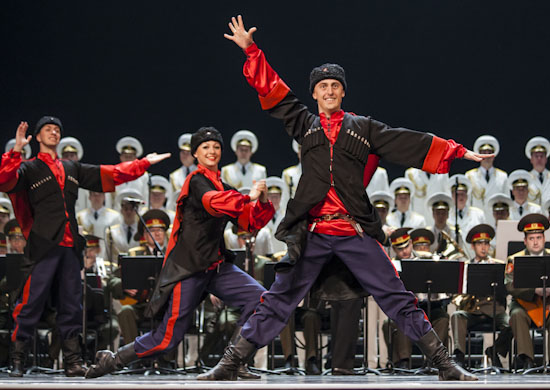
De dansgroep van het ensemble in 2014